# Psacalium
Psacalium är ett släkte av korgblommiga växter. Psacalium ingår i familjen korgblommiga växter.

## Dottertaxa tillPsacalium, i alfabetisk ordning[1]
- Psacalium amplifolium
- Psacalium amplum
- Psacalium beamanii
- Psacalium brachycomum
- Psacalium calvum
- Psacalium cervinum
- Psacalium cirsiifolium
- Psacalium cronquistiorum
- Psacalium decompositum
- Psacalium eriocarpum
- Psacalium filicifolium
- Psacalium glabratum
- Psacalium globosum
- Psacalium goldsmithii
- Psacalium guatemalense
- Psacalium guerreroanum
- Psacalium hintonii
- Psacalium hintoniorum
- Psacalium holwayanum
- Psacalium laxiflorum
- Psacalium matudae
- Psacalium megaphyllum
- Psacalium mollifolium
- Psacalium multilobum
- Psacalium nanum
- Psacalium napellifolium
- Psacalium nelsonii
- Psacalium nephrophyllum
- Psacalium obtusilobum
- Psacalium pachyphyllum
- Psacalium palmeri
- Psacalium paucicapitatum
- Psacalium peltatum
- Psacalium peltigerum
- Psacalium pentaflorum
- Psacalium perezii
- Psacalium pinetorum
- Psacalium platylepis
- Psacalium poculiferum
- Psacalium pringlei
- Psacalium radulifolium
- Psacalium schillingii
- Psacalium sharpii
- Psacalium silphiifolium
- Psacalium sinuatum
- Psacalium tabulare
- Psacalium tussilaginoides